# Mischogyne elliotianum
Mischogyne elliotianum (Engl. & Diels) R.E.Fr. – gatunek rośliny z rodziny flaszowcowatych (Annonaceae Juss.). Występuje naturalnie w Gwinei, Sierra Leone, Wybrzeżu Kości Słoniowej, Ghanie, Togo, Kamerunie oraz Gabonie. 

## Morfologia
PokrójZimozielony krzew dorastające do 4–6 m wysokości.
LiścieMają eliptycznie podłużny lub eliptycznie odwrotnie jajowaty kształt. Mierzą 13–20 cm długości oraz 5–7,5 cm szerokości. Nasada liścia jest klinowa. Blaszka liściowa jest o spiczastym wierzchołku. Ogonek liściowy jest nagi i dorasta do 5–7 mm długości.
KwiatySą pojedyncze lub zebrane w pary, rozwijają się w kątach pędów. Działki kielicha mają podłużnie owalny kształt i dorastają do 10 mm długości. Płatki mają kształt od podłużnego do podłużnie lancetowatego i osiągają do 15 mm długości. Dno kwiatowe ma cylindryczny kształt i mierzy 3–4 mm długości. Kwiaty mają 4–5 owłosionych owocolistków o podłużnym kształcie i długości 5–7 mm.

## Zmienność
W obrębie tego gatunku wyróżniono jedną odmianę:
- Mischogyne elliotianum var. gabonensis Pellegrin Ex Le Thom